# Gaspard Jean-Baptiste de Brunet

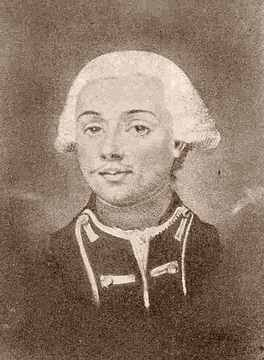
Général Brunet als Offizier des Régiment des Gardes Lorraine

Gaspard Jean-Baptiste de Brunet (* 14. Juni 1734 in Valensole (Département Basses-Alpes); hingerichtet durch die Guillotine am 15. November 1793 in Paris) war ein Général de division während der Französischen Revolution.

## Leben
Gaspard Jean-Baptiste de Brunet war der Sohn Landedelmannes Jean-Baptiste de Brunet, Capitaine der Dragoner, Gouverneur von Manosque, Ritter des Ordre royal et militaire de Saint-Louis und der d'Anne Rose de Salve. Er war der Enkel von Paul de Brunet, seigneur d’Estoublon et de Molan, verheiratet am 11. November 1666 in Manosque mit Marie de Robert. Er war der Vater von Général Jean-Baptiste Brunet.

## Militärkarriere
- im Ancien Régime

Er begann seine militärische Karriere 1755 in der königlichen Artillerie, wechselte jedoch noch im November des gleichen Jahres als Lieutenant zum Régiment des Gardes-Lorraine.
Im Siebenjährigen Krieg diente er zunächst von 1757 bis 1758 in Deutschland. Am 31. März 1750 wurde er zum Capitaine befördert und am 13. Mai des gleichen Jahres zum Aide-major (Stellvertretender Chef des Stabes eines Regiments) ernannt. In den Jahren 1761 bis 1762 hatte er wieder ein Truppenkommando bei den Kämpfen in Deutschland inne.
Am 2. März 1773 wurde ihm der Chevalier des Ordre royal et militaire de Saint-Louis verliehen.
Am 4. Juli 1777 wurde er Kommandant einer Grenadierkompanie und am 1. Oktober des gleichen Jahres Kommandant einer Füsilierkompanie. Mit Datum vom 26. März 1778 bekam er das Amt eines Major (Chef des Regimentsstabes) im „Régiment provincial d'Auxonne“ (Auxonne Provinzialregiment) übertragen. Am 6. April 1779 wurde er zum Lieutenant-colonel befördert.
- Revolutionskriege

Von 1790 bis 1791 war er Verwalter des Départements Basses-Alpes und Commandant général der Garde nationale im Département. Nach seiner Beförderung zum Maréchal de camp quittierte er am 1. März 1791 den Dienst.
Vom Général de Montesquiou in den aktiven Dienst zurückgerufen wurde er am 18. September 1782 dem Kommando von Général d’Anselme unterstellt und übernahm die Vorhut des rechten Flügel der Armée d’Italie. Mit diesem war er am Feldzug in Savoyen beteiligt und übernahm per interim während der Abwesenheit von d'Anselme in der Zeit vom 24. Dezember 1792 bis zum 6. Februar 1793 das Oberkommando über die Armee.
Am 14. Februar attackierte er mit seinen Truppen die Befestigungen von Sospel, woraufhin er vom Kriegsminister Beurnonville ob seiner Verdienste in dieser Angelegenheit gelobt wurde.
Am 1. und 2. März bemächtigte er sich des stark befestigten Städtchens Belvédère und jagte dabei 5.000 piemontesische Soldaten mitsamt ihrer unterstützenden Artillerie vor sich her. Es gelang ihm 200 Gefangene zu machen und zwei Kanonen zu erbeuten. Diese Verdienste sollten nicht unbelohnt bleiben, am 8. März 1793 wurde er zum Général de division befördert. In Vertretung von Général Biron fungierte er wiederum in der Zeit vom 5. Mai bis 8. August 1793 als Oberkommandierender der Armée d'Italie. Die Bestätigung als „Général en chef“ erfolgte durch den Nationalkonvent am 26. Mai 1793. Unterstellt war er dabei dem Général Kellermann, der die „Armée des Alpes“ führte.

## Verhaftung und Exekution
Am 8. Juni ging er gegen die sardischen Vorposten am Camp des Fourches im Massif de l'Authion vor und drängte sie bis zum Fuß des Turini-Camp d’argent zurück. Als er aber am 17. Juli einen neuen Angriff gegen Saorge begann, stieß er auf so heftigen Widerstand, dass er sich mit großen Verlusten zurückziehen musste. Der Club der Jakobiner in Paris begann sofort „Verrat“ zu schreien und weiter zu behaupten, Brunet sei an der Überlassung von Toulon an die Engländer beteiligt gewesen.
Sie untermauerten ihre Anschuldigungen mit angeblichen Erkenntnissen über Kontakte, die er mit dem ehemaligen Staatsanwalt des Département Var gehabt habe und auch durch die Weigerung die Repräsentanten des Volkes in diesem Département zu unterstützen.
Er wurde in seinem Kommando von Général Carteaux abgelöst. Am 6. August 1793 wurde von Barras und Fréron ein Arrestbefehl ausgestellt, der am 8. August durch die Einlieferung von Brunet in das Prison de l’Abbaye in St. Germain vollstreckt wurde.
Am 10. September 1793 ging er seiner Stellung als General verlustig und wurde am 8. November in die Conciergerie überführt. Am 14. November wurde aus den beiden folgenden Gründen zum Tode verurteilt :
1. Weigerung den Anweisungen der Volksdeputierten Barras und Fréron Folge zu leisten und Teile seiner Armee nach Toulon zu entsenden als der Verrat der Stadt offensichtlich wurde.
2. In eine Korrespondenz mit den Rebellenkomitees von Lyon und Marseille eingetreten zu sein

Am 15. November 1793 wurde er im Alter von 59 Jahren auf der Guillotine hingerichtet.
Sein Name findet sich in der 23. Reihe auf dem südlichen Pfeiler des Arc de Triomphe de l’Étoile in Paris.